# Рабинов Яків
Я́ків Раби́нов  (1910, Харків — 1999, США) — інженер-винахідник (США). Мав понад 230 патентів на винаходи в різних галузях, зокрема, механіки, оптики, електричних приладів та обладнання, автоматизації обладнання для сортування пошти (використовується міністерством пошт США), автоматичного регулювання ходу автомобільних годинників тощо. Я. Рабинов винайшов перший у світі пристрій для запам'ятовування на магнітних дисках, текстовий сканер, прямолінійний фонограф.

## Біографічні відомості
Яків Рабінов народився в місті Харків (Україна) 1910 року. В 1917 р. після Жовтневого перевороту він та його батьки через Сибір переїхали до Китаю, а потім через деякий час -до США. Навчався в Нью-Йоркському міському коледжі, здобув ступінь бакалавра інженерії (1933), а потім магістра;— інженера-електрика.
Батько майбутнього винахідника був харківським підприємцем (виробництво взуття). Талант винахідника в юнакові прокинувся під впливом книг наукової фантастики, насамперед, Жуля Верна. Захоплювали його й спроби батька автоматизувати деякі виробничі операції.
Під час Другої світової війни Я. Рабинов розробив значну кількість пристроїв (приладів) для артилерії та очолив електромеханічний артилерійський відділ Національного бюро стандартів (1949 року Військове міністерство висловило винахіднику свою подяку. Йому також була вручена премія за розробки в галузі морської артилерії).

### Відзнаки і нагороди
Спочатку Рабинови оселилися у Брукліні. Трудову діяльність Яків Рабинов розпочав у Американському Бюро Стандартів (нині Національний Інститут Стандартизації та Технологій) в 1938 році. 1954 створив Інженерну компанію Рабінова, що спеціалізується на наданні консультаційних послуг. 1972 Я. Рабинов повернувся до Національного Бюро Стандартів, звідки вийшов на пенсію (1989). Сьогодні справа його життя представлена в Музеї НБС у персональній меморіальній кімнаті. Міністерство торгівлі США встановило нагороду імені Я. Рабинова за дослідницьку діяльність та винаходи. Ентузіаст-першовідкривач був членом Національної технічної академії, космічного клубу, Вашингтонського філософського товариства.
Серед відзнак Я. Рабинова, зокрема, Президентська нагорода за заслуги (1948), медаль Едварда Лонтстрета від Інституту Франкліна, премія «Досліднику року» в галузі промислових відкриттів та розробок (1980), премія Лемелсона за досягнення в житті (1998). Автор книги «Винаходи задля розваги та користі», лектор на теми техніки та винаходів у Каліфорнійському університеті, ведучий радіо та телепередач.